# Alsike
Alsike er et byområde i Knivsta kommun i Uppsala län i Sverige. Byen opstod som en stationsbebyggelse ved Alsike station mellem Stockholm og Uppsala. Efter årtusindskiftet er byen vokset meget, da kommunen har forlagt størstedelen af Knivstas nybebyggelse hertil.
Alsike er beliggende ved Ostkustbanan cirka fire kilometer nord for hovedbyen Knivsta, hvor nærmeste jernbanestation ligger. Også Alsike får en station efter sporudvidelse. Syd for Alsike tilslutter riksväg 77 fra Norrtälje.
Alsike kyrka ved Mälaren (Ekoln) ligger cirka seks kilometer vest for Alsike.

## Bebyggelsen
Byen ligger øst for jernbanen ved motorvej E4. I Alsike ligger skolerne Adolfsbergsskolan (5.-9.), Alsike skola (F-6.), Brännkärrsskolan (F-4.) og S:ta Maria skola (F-4.). I Alsike ligger dagligvarebutik, pizzeria, gymnasium og bank. I området ligger flest villaer og rådhus, men også lejligheder.

## Alsikekløver
Alsike har givet navn til urten Alsikekløver, som første gang nævnes i Carl von Linnés Swenskt Höfrö (Kongliga Swenska Wetenskapsacademiens handlingar, 1742).

## Kendte personer fra Alsike
- Allan Ryding (1882-1943), svensk teaterdirektør og skuespiller.